# Wien Zentralfriedhof
Wien Zentralfriedhof (niem: Bahnhof Wien Zentralfriedhof) – przystanek kolejowy w Wiedniu, w Austrii. Znajduje się na linii Wien – Felixdorf, w dzielnicy Simmering. Zatrzymują się tutaj pociągi S-Bahn linii S7. Na wschód od przystanku znajduje się Cmentarz Centralny w Wiedniu, natomiast na zachód znajduje się centralna stacja rozrządowa Wien-Kledering.

## Linie kolejowe
- Linia Wien – Felixdorf